# Marienkapelle (Ebermannstadt)

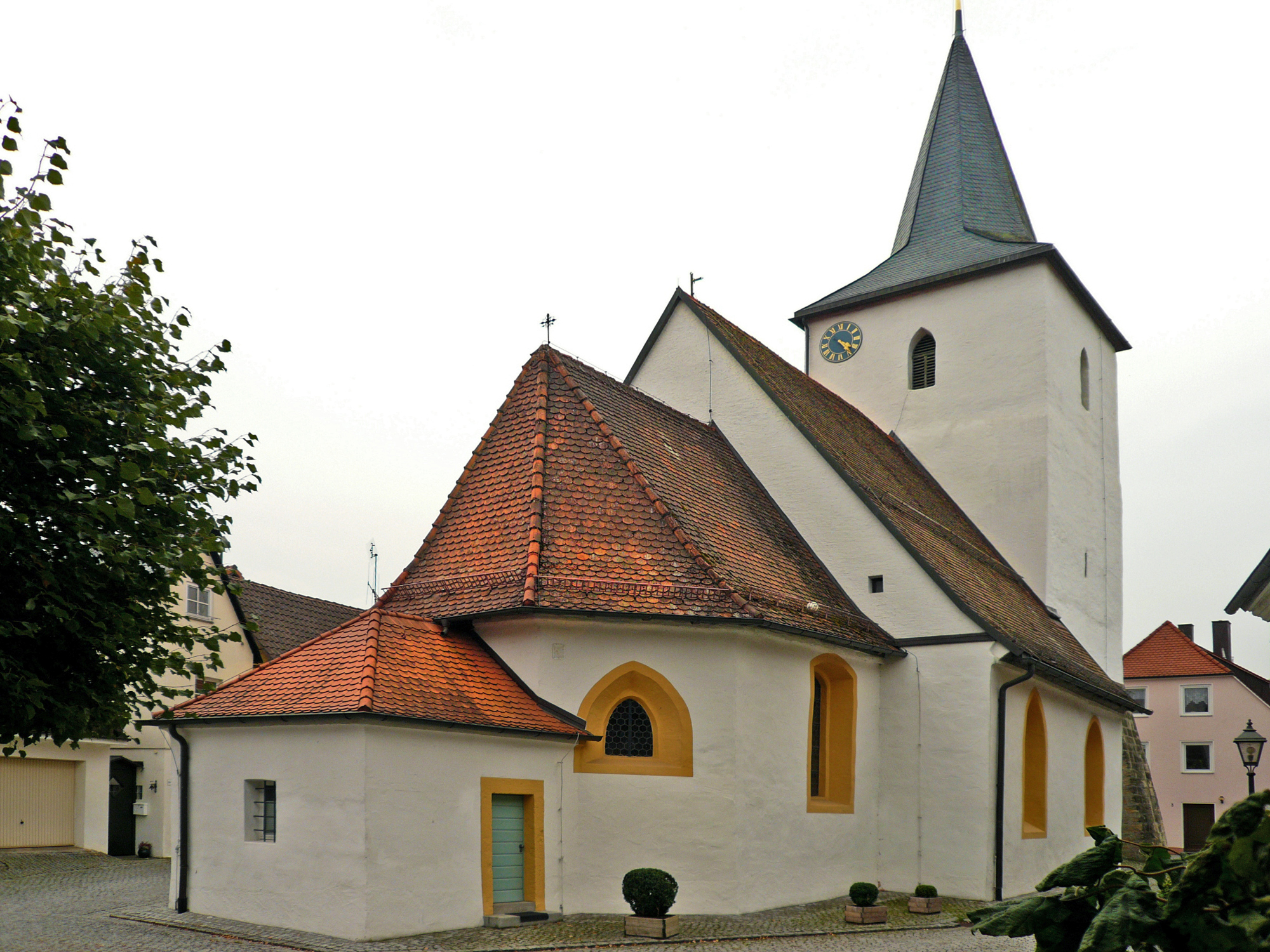
Marienkapelle in Ebermannstadt

Die römisch-katholische Marienkapelle gilt als ältestes erhaltenes Bauwerk der Stadt Ebermannstadt. Erste urkundliche Erwähnungen datieren aus dem 14. Jahrhundert. Die Kapelle wurde mehrmals stark beschädigt und wieder aufgebaut. Die Kapelle deutet auf einen romanischen Ursprung hin. Die Innenausstattung ist maßgeblich von dem Bildhauer Friedrich Theiler (1748–1826) geprägt, der um 1800 das Kircheninnere im Stil des Barock restaurierte. Als besonderes Schmuckstück gilt die Strahlenkranzmadonna, gemeinhin Strahlenmadonna genannt, die Theiler im Zusammenhang mit dieser Restaurierung schuf.

## Allgemein
Die Marienkapelle ist das älteste erhaltene Bauwerk der Stadt Ebermannstadt und unter der Nummer D-4-74-121-42 als Baudenkmal in die Denkmalliste der Stadt Ebermannstadt eingetragen. Zuständig für die Kapelle ist das katholische Pfarramt Ebermannstadt. Als offizieller Marienwallfahrtsort im Erzbistum Bamberg ist die Marienkapelle Station des Fränkischen Marienwegs. An Mariä Himmelfahrt am 15. August ist das Patronatsfest der Marienkapelle. An diesem Tag gibt es den Brauch, in der Kapelle wie auch in anderen Kirchen Würzbüschel zu weihen, die dem Volksglauben nach Heil- und Schutzkraft besitzen. Das Kirchweihfest der Marienkapelle findet stets am zweiten Wochenende im September statt.

## Standort

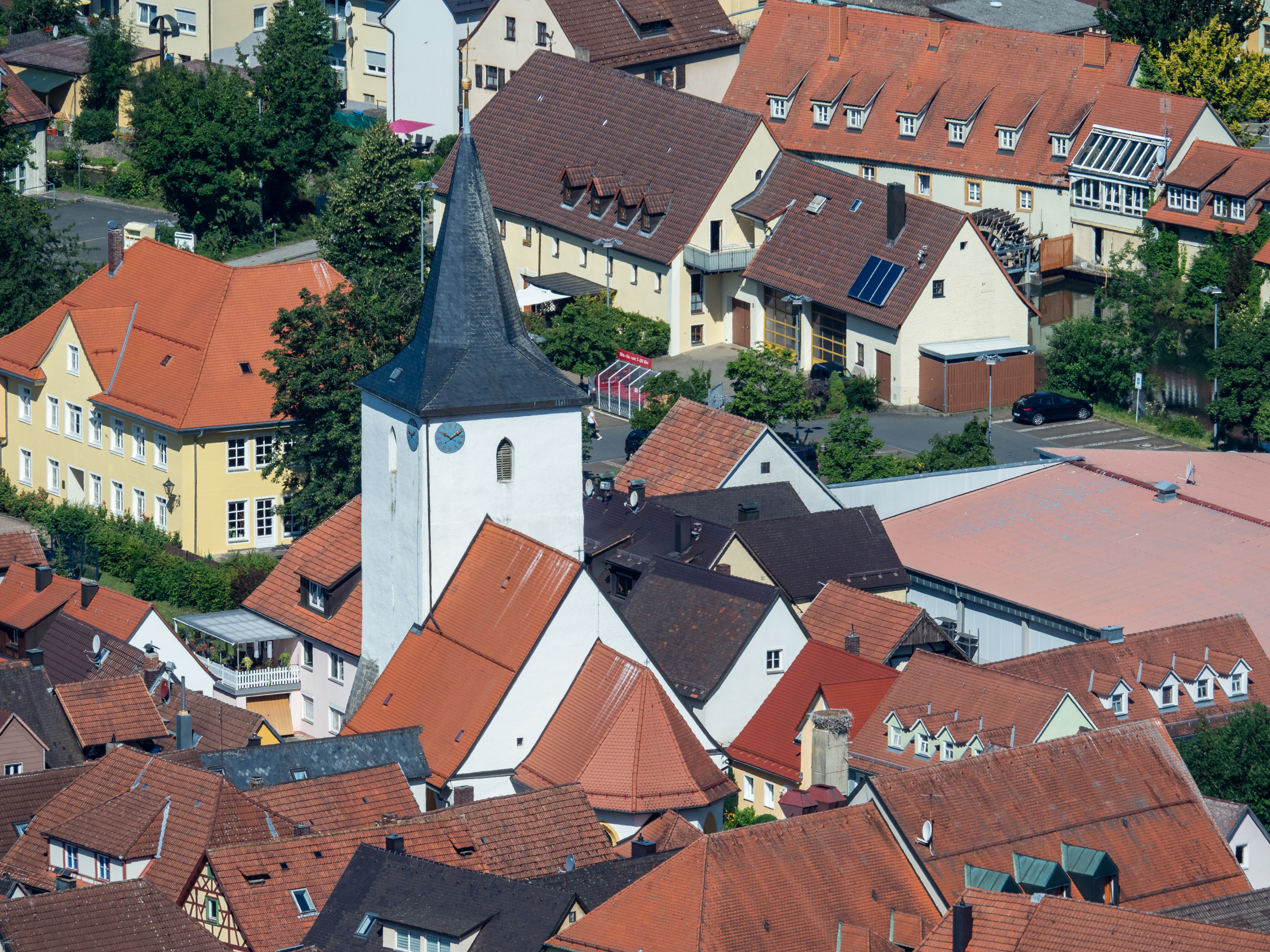
Kapelle ins Stadtbild eingebettet

Die Marienkapelle steht, dicht gesäumt von weiteren Gebäuden, auf dem Kapellenplatz, der als Kern einer frühmittelalterlichen thüringischen Ortssiedlung gedeutet wird, aus der heraus die Stadt Ebermannstadt sich wohl entwickelt hat. Die Gründung dieser Siedlung wird vor dem 6. Jahrhundert angesetzt.
Gegenüber der Kapelle befindet sich der Melchior-Freytag-Brunnen. Die Brunnenfigur, die 1999 von Harro Frey gestaltet wurde, ist Frantz-Melchior Freytag (1720–1781) nachempfunden, Schulrektor, Kantor und Urheber der viel beachteten Ebermannstädter Liederhandschrift, einer Sammlung barocker Lieder.
In unmittelbarer Nachbarschaft der Kapelle brütet seit einigen Jahren ein Storchenpaar. Ein Durchgang zum Kapellenplatz wurde daher in Storchengasse umbenannt.

## Geschichte
Sowohl der beinahe quadratische Grundriss des Zentralbaus der Kirche als auch die abwärtsführenden Eingangsstufen werden als Beleg für das hohe Alter des Kapellengebäudes angesehen. Insbesondere die quadratische Bauweise kann als Indiz gedeutet werden, dass der erste Kirchenbau in der Epoche der Romanik liegt. Ein schießschartenbewehrter gedrungener Turm in gotischer Bauweise gibt Zeugnis davon, dass die Kapelle im Mittelalter als Wehrkirche diente. Die Entstehung des Turms wird im 14. Jahrhundert angesetzt.

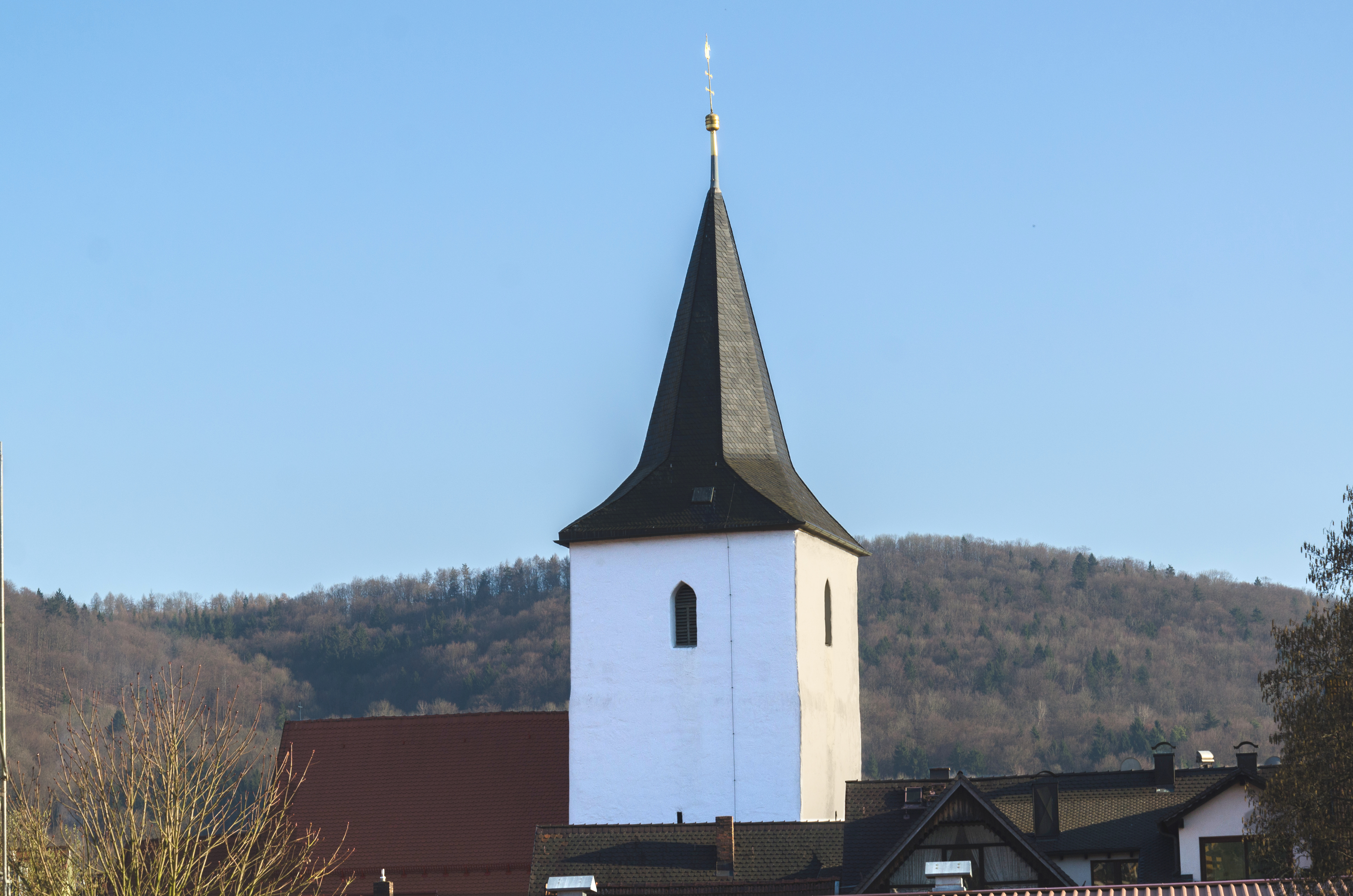
Turm der Marienkapelle

Nachweise zur ursprünglichen Errichtung der Marienkapelle gibt es bisher nicht. Die erste Erwähnung wird auf das Jahr 1308 datiert. Gottfried von Schlüsselberg hinterließ damals in seinem Testament 14 Kapellen und Kirchen, darunter auch in Ebermannstadt zu „zwei Pfund Heller“. Ob zu diesem Zeitpunkt bereits beide Ebermannstädter Kirchen,  die Marienkapelle und die Nikolauskirche, gebaut waren und somit beide testamentarisch bedacht wurden, kann nicht festgestellt werden. Die Marienkapelle wird nach Quellenlage als das ältere Gebäude und Mittelpunkt des kleinen Städtchens zur damaligen Zeit ausgewiesen. Eine namentliche urkundliche Erwähnung erfolgte im Jahr 1323, als am 9. Oktober Kaiser Ludwig der Bayer dem tapferen Konrad II. von Schlüsselberg das Stadtrecht für Ebermannstadt erteilte. Ob damals die jetzige St.-Nikolaus-Kirche bereits als Kapelle vorhanden war, ist ungewiss. Da mit dem Stadtrecht die Pflicht zur Befestigung des Ortes einherging, ließ von Schlüsselberg die Kirche St. Nikolaus am südwestlichen Ende der Stadt errichten, bzw. befestigen. Mit ihren Namen sind beide Kirchen 1332 urkundlich erwähnt. In dem Dokument heißt es, dass die zwei Gotteshäuser von Ebermannstadt vom Pfarrer in Pretzfeld oder dessen „Pfarrgesellen“ betreut werden mussten. Im Jahr 1469 wurden Ebermannstadt und Pretzfeld auf Pfarreiebene voneinander getrennt. Als Folge mussten die Marienkapelle und die Pfarrkirchenstiftung Ebermannstadt Separationskosten in Höhe von 15 Gulden pro Jahr an den Pfarrer von Pretzfeld zahlen. Die Zahlungsverpflichtung blieb bis zum Ende des Ersten Weltkrieges bestehen.
Urkundlich belegt ist, dass die Marienkapelle schon im Jahr 1408 baufällig war. Es wird angenommen, dass sie in den darauffolgenden Jahren erneuert wurde. In den folgenden Jahrhunderten wurde die Kapelle mehrmals schwer beschädigt, so 1430 durch die Hussiten, 1553 im Zweiten Markgrafenkrieg und 1633 durch schwedische Truppen im Dreißigjährigen Krieg. Großzügige Hilfen der Bevölkerung ermöglichten jeweils die Instandsetzung. Im Jahr 1796, im Zuge des ersten Koalitionskrieges, brannte das gesamte Stadtviertel bis auf die Marienkapelle nieder. Die Bewahrung des Kirchleins ging als „Wunder der Marienkapelle“ in die späteren Erzählungen ein. Allerdings wurde die Innenausstattung der Kapelle durch napoleonische Truppen teilweise zerstört. Der Bildhauer Friedrich Theiler (1748–1826) restaurierte um 1800 die Innenräume im spätbarocken Stil und gestaltete einige Skulpturen von großem künstlerischem Wert, wie beispielsweise die Strahlenmadonna, den heiligen Sebastian und den heiligen Johannes der Täufer. Im Jahr 1802 wurde die gebauchte Zwiebelhaube des Turms durch ein Spitzdach ersetzt.
Von 1838 bis 1859 hatte die Marienkapelle die Funktion einer Stadtpfarrkirche inne, da die bisherige Stadtpfarrkirche St. Nikolaus wegen Baufälligkeit abgerissen und neu errichtet werden musste. Nach deren Fertigstellung verhinderten Spenden aus der Pfarrei einen Abriss der Marienkapelle. Gegen Ende des Zweiten Weltkriegs wuchs die evangelische Bevölkerung Ebermannstadt vor allem durch Flüchtlinge aus den ehemaligen deutschen Ostgebieten stark an. Von 1946 bis 1961 diente die Marienkapelle der jungen evangelischen Gemeinde, die noch über keine eigene Kirche verfügte, an Sonn- und Feiertagen als Gotteshaus. Gegenwärtig wird die Kapelle als Hochzeits- und Festtagskapelle sowie zur stillen Einkehr genutzt.

## Beschreibung

### Architektur
Das auffallend breite Langhaus und der Chor sind in der jetzigen Form dem Ende des 15. Jahrhunderts zuzuordnen. Das Dach beider Gebäudeteile ist mit Biberschwanzziegeln eingedeckt, das Spitzdach des Turms seit 1802 mit Schiefer.

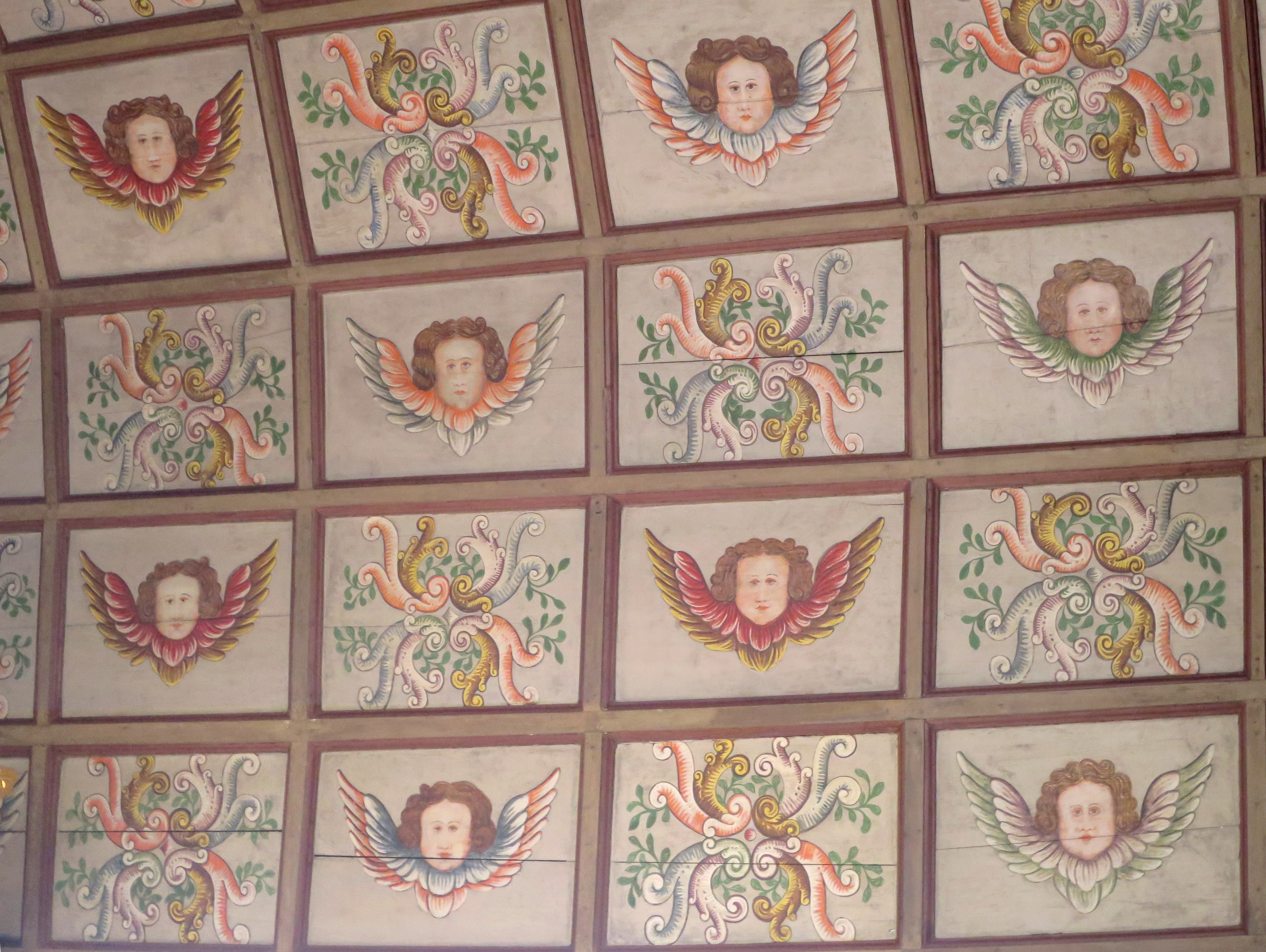
Im Renaissancestil ausgemalte Kassetten

Das Untergeschoss des Turms wird von zwei starken Quaderstützmauern getragen. Durch ein einfaches Portal im unteren Turmgeschoss führen drei absteigende Stufen in den Vorraum der Kirche, der vom Langhaus durch einen spätgotischen Torbogen getrennt ist. In die Wände des Vorraums sind zwei Weihwasserbecken aus Marmor eingelassen. An der linken Wand ist eine Kreuzigungsgruppe eines unbekannten Künstlers angebracht; die Figuren sind lebensgroß. Früher stand sie in der Offenen Kapelle auf dem Kreuzberg. An der gegenüberliegenden Wand hängt ein Gemälde aus dem Jahr 1899 von Leo Samberger, eine Darstellung der Himmelfahrt Mariä. Es ist eine Kopie nach einem Werk des Malers Bartolomé Esteban Murillo im Madrider Prado.
Das Langhaus besitzt eine Holzdecke aus langen, gekehlten Bohlen. Diese Konstruktion ist mittels Eisenbändern im Dachstuhl befestigt. Eine Mittelstütze ist nicht vorhanden. Die Deckengestaltung über dem Altarraum aus der Renaissance wurde im Zuge der Restaurierung im Jahr 1979 freigelegt. Es handelt sich um ein aus dem Jahr 1688 stammendes Tonnengewölbe, das in 86 Kassetten eingeteilt ist. Die einzelnen Felder sind mit bäuerlich wirkenden Engelsköpfen und unterschiedlichen Ornamenten ausgemalt.

### Ausstattung

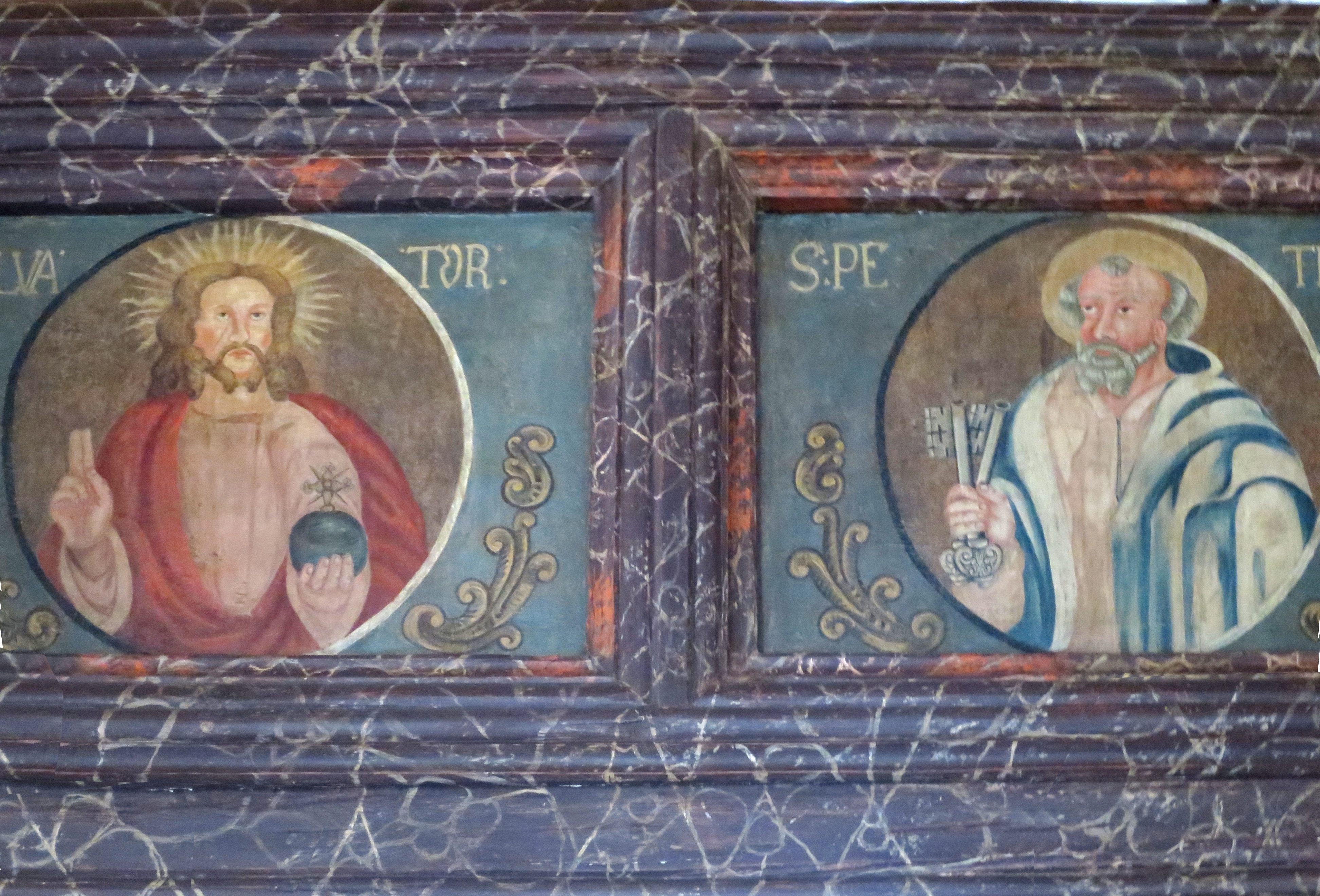
Emporenbildtafeln

An der Rückwand des Hauptraumes ist eine ausladende Holzempore angebracht, die von gekerbten Holzsäulen gestützt wird. Sie reicht auf beiden Seitenwänden weit in das Langhaus hinein. Die Front der Empore zieren Bildfelder mit Darstellungen von Christus und den Aposteln. Der Künstler ist unbekannt. Auf der rechten Seite der Empore wurde 1896 eine neue Orgel aufgestellt.

Altarraum der Marienkapelle

Der Hauptaltar und die Seitenaltäre sind Werke des Kunstschreiners F. A.Thomas (Böhm), der sie im Jahr 1740 gestaltete. Die dort befindlichen Figuren werden dem Bildhauer Georg Reuß, der in Bamberg eine Werkstatt hatte, zugeschrieben. Der Hochaltar ist im spätbarocken bis frührokokoischen Stil gefertigt. An der Wand werden daneben zwei Apostelkreuze als Reste der früheren gotischen Raumgestaltung gedeutet.
Im Aufsatz des Hochaltars, der von vier marmorierten Säulen mit Kompositkapitellen getragen wird, ist eine goldene Weltkugel von Gottvater und Sohn umgeben. Darüber schwebt der Heilige Geist in Gestalt einer Taube. Engel flankieren die heilige Trinität. Das Altarblatt und damit den Mittelpunkt der Altargestaltung bildet ein Gemälde, das eine seitenverkehrte Kopie des Werks von Peter Paul Rubens (1577–1640) Erziehung der Jungfrau ist. Es zeigt eine Begebenheit aus dem Familienleben der jugendlichen Maria. Diese steht mit einem geöffneten Buch in der Hand vor ihrer Mutter Anna. Über die Schultern seiner Frau schaut der Vater Joachim auf Maria.
Zwischen den marmorierten Säulen stehen die überlebensgroßen Figuren des Heiligen Joachim und der heiligen Anna. Über dem Tabernakel liegt das von Strahlen umgebene Opferlamm auf dem Buch mit den sieben Siegeln.
Links neben dem Hauptaltar ist der Ebermannstädter Ortspatron, St. Sebastian, von Pfeilen durchbohrt, dargestellt. Er wurde um 1800 von Friedrich Theiler geschaffen. Ebenso hat Theiler den Johannes den Täufer, der rechts vom Hauptaltar steht, kreiert. Der linke Seitenaltar zeigt eine Strahlenmadonna. Sie gilt als eines der bedeutendsten Werke von Friedrich Theiler. Er gestaltete sie als jugendlich aussehende Maria, die einer jungen Ebermannstädter Bürgerin aus der damaligen Zeit (ca. 1800) ähneln soll, so die Überlieferung. Die Maria ist von einem Strahlenkranz umgeben. Sie steht auf einer Mondsichel und hält in ihrem linken Arm das Jesuskind und in ihrer rechten Hand ein Zepter. Das Christuskind trägt eine goldene Weltkugel. Die Mittelfigur des rechten Seitenaltars stellt den heiligen Josef, ebenfalls ein Werk von Theiler, dar, der auf seinem linken Arm Jesus hält. Die Seitenfiguren, St. Johannes der Täufer und der Apostel Paulus, stammen wohl von Georg Reuß.
Ein offener Beichtstuhl, der mit klassizistischen Attributen verziert ist, dient als Unterbau für die Kanzel. Diese originelle Konstruktion hat Theiler wohl aus Platzgründen vorgenommen. Der Korb der Kanzel wurde vom Kunstschreiner A.T. Thomas (Böhm) gestaltet. Theiler fügte den Voluten vier Kleinplastiken der Evangelisten hinzu. Eine Besonderheit ist, dass diese nicht wie üblich als Schreiber, sondern als „meditierende Verkünder“ konzipiert wurden.

Ausstattungsdetails
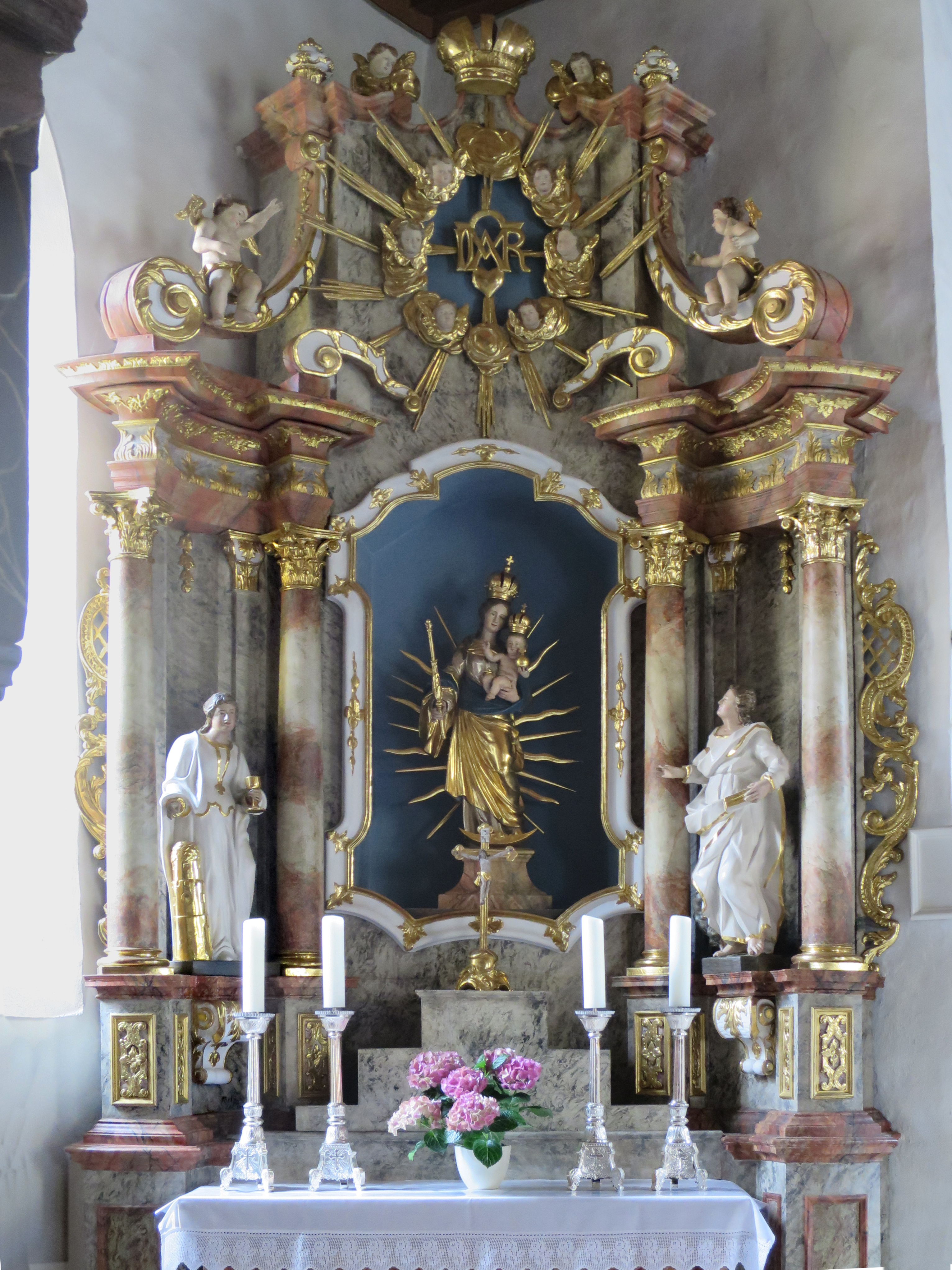
Strahlenmadonna im linken Seitenaltar
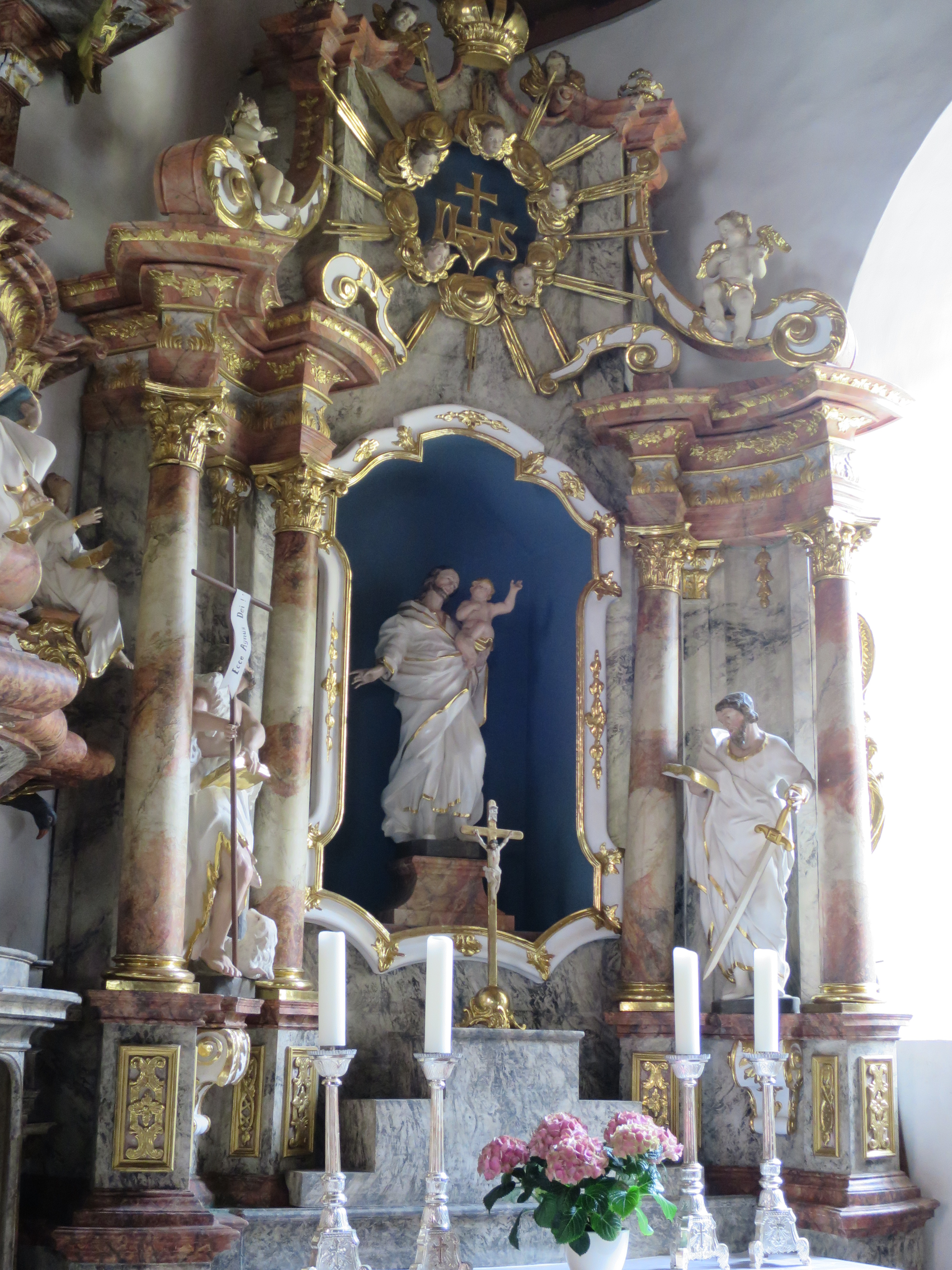
Rechter Seitenaltar
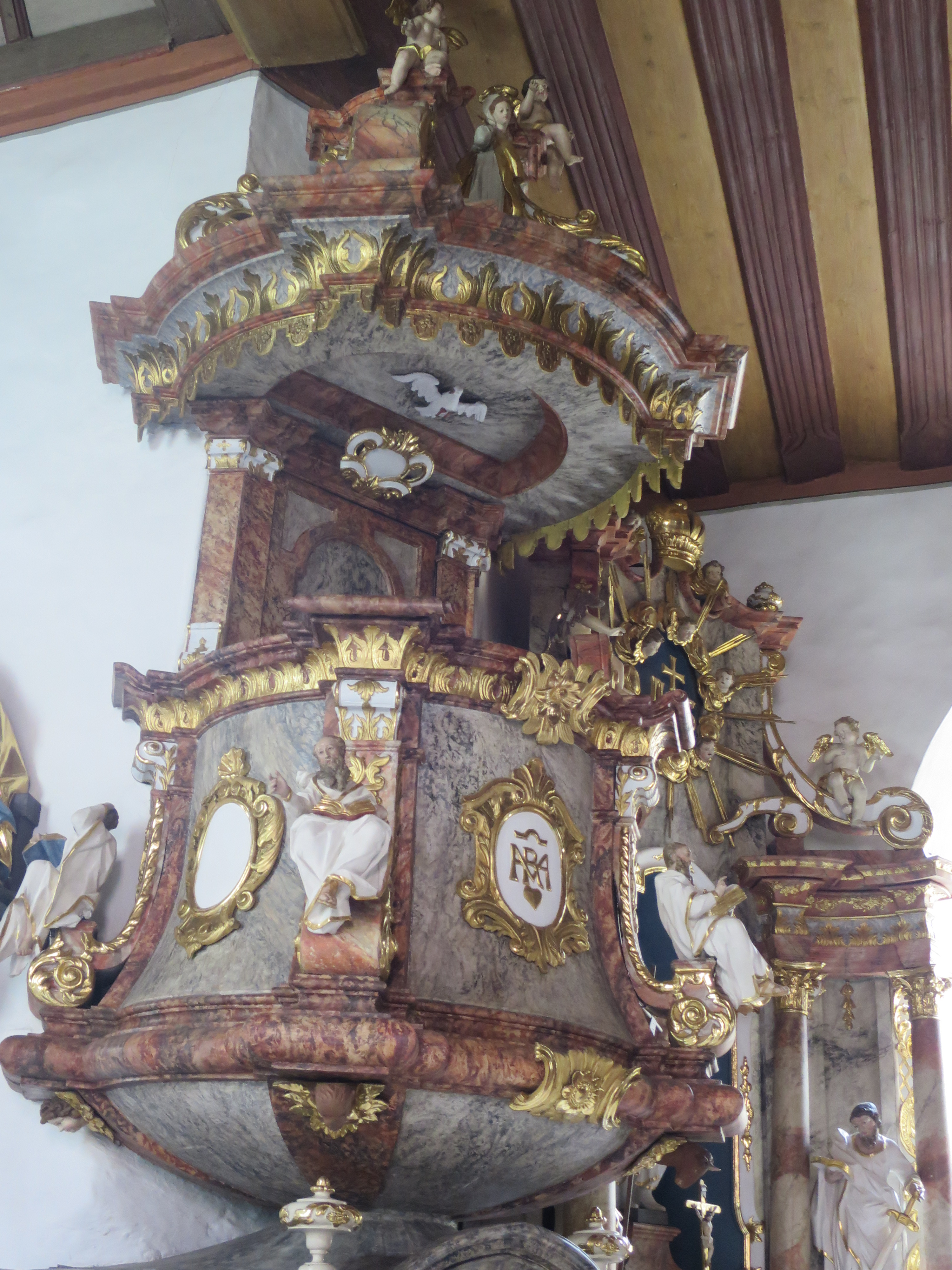
Kanzel
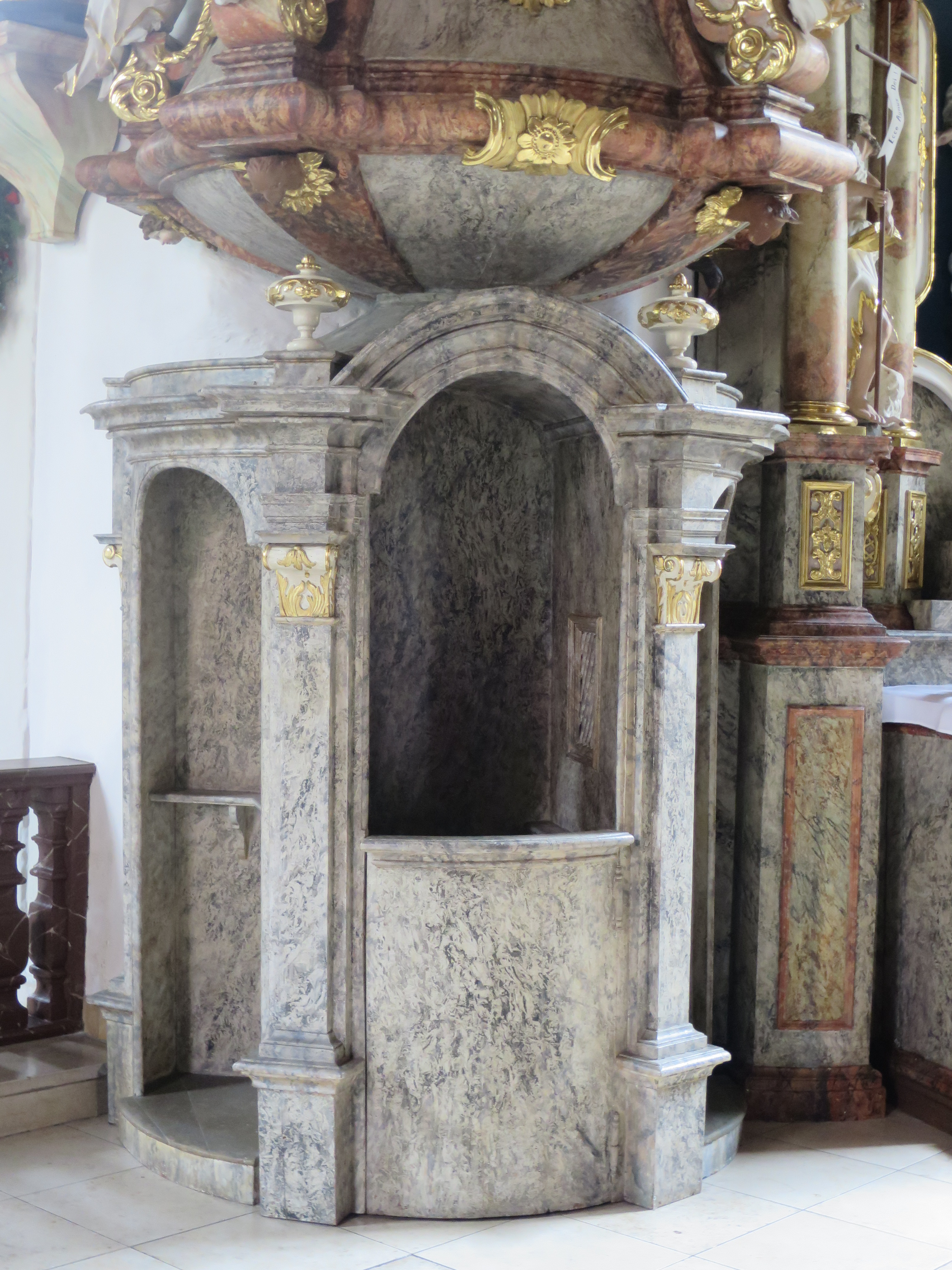
Beichtstuhl als Unterbau der Kanzel

Die Marienkapelle besitzt insgesamt vier Glocken. Die Glocke St. Maria und die Glocke St. Anna wurden im Jahr 1661 gegossen. Der Ehrenbürger der Stadt, Matthäus Janson, stiftete im Jahr 1953 zwei weitere Glocken, die Bilder des auferstandenen Heilands und des Kaisers Heinrich tragen.